# Швейцер Ісак Борисович
Іса́к Бори́сович Шве́йцер (1899, Кам'янець-Подільський — 16 червня 1938, Москва) — художник.

## Біографічні відомості
Був членом єврейської молодіжної організації «Кадима».
Працював художником при Всесоюзній академії архітектури.
Був співробітником апарату «Товариства з поширення ремісничої та хліборобської праці серед євреїв».
Заарештовано 4 січня 1938 року. Засуджено 16 червня 1938 року Воєнною колегією Верховного суду СРСР за звинуваченням у шпигунстві. Розстріляно 16 червня 1938 року в Москві. Місце поховання — Комунарка. Реабілітовано 1 лютого 1958 року.